# Lampsilis fullerkati
Lampsilis fullerkati är en musselart som beskrevs av R. I. Johnson 1984. Lampsilis fullerkati ingår i släktet Lampsilis och familjen målarmusslor. IUCN kategoriserar arten globalt som nära hotad. Inga underarter finns listade i Catalogue of Life.